# Шалакушское сельское поселение
Шала́кушское сельское поселение или муниципальное образование «Шалакушское» — упразднённое муниципальное образование со статусом сельского поселения в Няндомском муниципальном районе Архангельской области.
Соответствует административно-территориальным единицам в Няндомском районе — Шалакушскому сельсовету и Лепшинскому сельсовету (с центром в деревне Ступинская).
Административный центр — посёлок Шалакуша.
Расположение администрации поселения: 164210, Архангельская область, Няндомский район, п. Шалакуша, ул. Заводская, д. 12.

## География
Шалакушское сельское поселение находится на севере Няндомского района. Граничит с муниципальным образованием «Няндомское» и с Плесецким муниципальным районом. Главные реки поселения: Лепша, Моша, Шожма, Лельма, Ивакша.

## История
Муниципальное образование было образовано в 2004 году.

## Население
| 2010  | 2011  | 2012  | 2013  | 2014  | 2015  |
| ----- | ----- | ----- | ----- | ----- | ----- |
| 4117  | ↘4094 | ↘3957 | ↘3844 | ↘3758 | ↘3660 |
| 2016  | 2017  | 2018  | 2019  | 2020  | 2021  |
| ↘3504 | ↘3393 | ↘3288 | ↘3168 | ↘3093 | ↘2594 |

## Состав сельского поселения
В состав сельского поселения входят 33 населённых пункта.
| №  | Населённый пункт | Тип населённого пункта  | Население |
| -- | ---------------- | ----------------------- | --------- |
| 1  | 23-го квартала   | лесной посёлок          | →0        |
| 2  | Андреевская      | деревня                 | ↘9        |
| 3  | Григорьевская    | деревня                 | →0        |
| 4  | Гришинская       | деревня                 | →0        |
| 5  | Демьяновская     | деревня                 | ↗9        |
| 6  | Еремеевская      | деревня                 | →4        |
| 7  | Ивакша           | лесной посёлок          | ↗636      |
| 8  | Ившинская        | деревня                 | ↘1        |
| 9  | Калининская      | деревня                 | →0        |
| 10 | Кондратовская    | деревня                 | ↗40       |
| 11 | Кырчема          | деревня                 | →0        |
| 12 | Лельма           | железнодорожная станция | ↗146      |
| 13 | Лепша            | железнодорожная станция | ↗76       |
| 14 | Лепша-Новый      | лесной посёлок          | ↗731      |
| 15 | Лужная           | деревня                 | ↘0        |
| 16 | Междудворье      | железнодорожный разъезд | →0        |
| 17 | Наумовская       | деревня                 | ↗1        |
| 18 | Осковская        | деревня                 | →12       |
| 19 | Павловская       | деревня                 | ↗1        |
| 20 | Савинская        | деревня                 | ↗1        |
| 21 | Сибирь           | деревня                 | ↘4        |
| 22 | Ступинская       | деревня                 | ↗249      |
| 23 | Тарза            | лесной посёлок          | ↗142      |
| 24 | Торновская       | деревня                 | →2        |
| 25 | Турлаевская      | деревня                 | →2        |
| 26 | Федосеевская     | деревня                 | ↗71       |
| 27 | Федотовская      | деревня                 | →0        |
| 28 | Федьковская      | деревня                 | →1        |
| 29 | Холмолеево       | посёлок                 | ↗3        |
| 30 | Шалакуша         | посёлок                 | ↗2634     |
| 31 | Шипаховский      | железнодорожный разъезд | ↘0        |
| 32 | Шожма            | железнодорожная станция | ↗198      |
| 33 | Яковлевская      | деревня                 | →0        |

### Карты
- Топографическая карта Р-37-17_18.
- Шалакушское поселение на Wikimapia
- [web.archive.org/web/20050225085825/mapp37.narod.ru/map2/index17.html Топографическая карта P-37-XVII,XVIII. Пуксоозеро]